# Marcell Rév
Marcell Rév   (Budapest, 30 de desembre de 1984) és un guionista i director de fotografia hongarès conegut principalment pel seu treball cinematogràfic a series com Euphoria (2019-2021) o pel·lícules com Malcolm & Marie (2021), Assassination Nation (2018) i Jupiter's Moon (2017). La seva primera pel·lícula Land of Storms va debutar al festival Berlinale l'any 2014. El mateix any va guanyar el premi Un Certain Regard al festival de Canes amb la pel·lícula White God, dirigida per Kornél Mundruczó amb qui ha treballat en repetides ocasions. Juntament amb Bálint Szimler va fundar la productora i distribuidora de cinema Boddah.

## Estudis
Marcell Rév va cursar Història del Cinema entre els anys 2003 i 2006 a la Universitat Eötvös Loránd de Budapest.
Al 2006 va continuar formant-se com a cinematògraf a Hungarian Academy for Film and Drama Cinematography Department fins l’any 2011. Durant aquests anys, va realitzar també un Erasmus amb una beca escolar a la Universitat Lusofona, a Lisboa.
Per acabar amb la seva especialització, també a l’any 2011, va assistir al Berlinale Talent Campus i a una Masterclass de cinematografia a Budapest dirigida per Vilmos Zsigmond.

## Carrera
Després de la seva formació a la Universitat d’Arts de Teatre i Cinema a Budapest, Rév va començar a treballar a Budapest com a assistent de càmera de curtmetratges hongaresos a mitjans dels anys 2000. Va rebre el seu primer reconeixement al seu país natal com a director de càmera l'any 2007 al Kodak Student Film Festival per el curtmetratge Pást de Zsófi Taris i Judit Kájel.
El primer llargmetratge de Rév com a càmera va ser Land Of Storms, del director Ádám Császi al 2014. La pel·lícula va ser premiada al 64è Festival Internacional de Cinema de Berlín i a altres festivals internacionals de cinema on Rév va rebre elogis per les seves composicions d'imatges.
També al 2014, va treballar amb Kornél Mundruczó a White God. La pel·lícula va merèixer el premi Un Certain Regard al 67è Festival Internacional de Cinema de Canes. White God va guanyar altres premis internacionals de cinema i festivals. Rév va rebre el premi de la crítica de cinema hongaresa al millor cinematògraf de l'any.
Després dels seus primers èxits en llargmetratges, Rév va treballar en el documental de temàtica musical Balaton Method (2015) juntament amb un antic amic de l'escola, Bálint Szimler. D’aquesta col·laboració en el documental, va sorgir la sèrie d'11 episodis Kodály Method (2011–2012). Més tard, Rév i Szimler van fundar la productora cinematogràfica Boddah. Van tornar a treballar junts a Jupiter's Moon (2017), la qual va ser nominada per a la Palma d'Or al Festival de Canes i va guanyar altres premis a festivals internacionals. Una vegada més, les imatges de Rév van ser elogiades i descrites com a captivadores i impredictibles.
Gràcies a l’èxit de White God, el treball cinematogràfic de Rév va arribar als Estats Units. A causa d’aquesta pel·lícula, Sam Levinson, director i guionista nord-americà, va conèixer Marcell Rév i el va contractar com a director de fotografia de la pel·lícula Assassination Nation (2018). El mateix any, Rév va col·laborar amb el pare de Sam, Barry Levinson, a la pel·lícula americana Paterno (2018) amb Al Pacino com a protagonista.
A partir d’aquí, Rév i Levinson van col·laborar en diversos projectes junts com la sèrie de televisió d’HBO Euphoria o el llargmetratge Malcolm & Marie.
Rév va ser el director de fotografia dels quatre primers capítols de la primera temporada d' Euphoria on juntament amb Sam Levinson, van establir una estètica concreta i van desenvolupar el concepte visual del realisme emocional que s’endinsa emocionalment al món dels adolescents.
En la cinematografia d' Euphoria, Rév utilitza colors primaris i una paleta de colors molt saturada i confia molt en el contrast bàsic blau-taronja tant en escenes de dia com de nit. Els moviments de càmera son sofisticats i excel·lents, amb la utilització de plans seqüència. L'exemple més clar de sofisticació en la coreografia de la càmera apareix a la introducció del capítol 4, “Shook One: Pt II” on el clip inicial és un pla seqüència de 10 minuts que connecta tots els personatges en un mateix espai on el moviment no descansa.
Rév també va gravar dos capítols especials per a Euphoria durant la pandèmia de la COVID-19 davant la impossibilitat de gravar la segona temporada. Amb menys eines al seu abast, Rév va treballar amb més llibertat i va poder aprofundir en elements com l'estil i estètica provocant un canvi visual.
L’última col·laboració final al moment de Rév i Levinson ha estat al llargmetratge Malcolm & Marie l’any 2021. Encara que la pel·lícula va rebre algunes critiques, va ser elogiada la seva fotografia artística en blanc i negre que pretenia aconseguir una atmosfera similar a les antigues pel·lícules de Hollywood dels anys 50 i 60. Rév va ser candidat a una nominació a l'Oscar en la categoria de millor càmera, va guanyar un premi Black Reel i va ser nomenat membre de l'Acadèmia de les Arts i les Ciències Cinematogràfiques (AMPAS), que atorga els Premis Oscar cada any.
L'últim projecte on Marcell Rév ha treballat fins al moment ha estat el llargmetratge The Story of my Wife, convidada al 74è Festival Internacional de Cinema de Canes, de la directora Ildikó Enyedi.

## Premis
2021 Black Reel Award – Cinematografia més excepcional per “Malcolm & Marie”.
2019 Camerimage film festival – Millor trama televisiva per “Euphoria”.
2019 Film Treat Award – Millor cinematògraf per “Assasination Nation”.
2018 Hungarian Film Week – Millor cinematografia per “Jupiter's Moon”.
2017 38th Manaki Brothers International Cinematographers Film Festival - Golden Camera 300 – Millor cinematografia per “Jupiter's Moon”.
2017 Film Festival Oostende – Millor cinematografia.
2015 Hungarian film critic's prize – Cinematògraf de l’any.
2012 Prima Primissima Junior prize, categoria “Teatre i Cinema”.
2011 Golden Eye cinematography award from the Hungarian Society of Cinematographers – Premi Panavision per “Külalak”.
2010 Golden Eye cinematography award from the Hungarian Society of Cinematographers – Millor Vídeo Musical per “Barabás Lőrinc Eklektric: Strange Night”.
2007 Kodak Student Filmfestival – Primer premi per “Pást“.

## Filmografia
2021 The Story of my Wife – Llargmetratge dirigit per Ildikó Enyedi.
2021 Malcolm & Marie – Llargmetratge dirigit per Sam Levinson.
2020-21 Euphoria Special Episodes – Sèrie de televisió dirigida per Sam Levinson.
2019 Euphoria Season 1 (pilot i capítols 2,3,4) – Sèrie de televisió dirigida per Sam Levinson.
2018 Paterno – Llargmetratge dirigit per Barry Levinson.
2018 Assassination Nation – Llargmetratge dirigit per Sam Levinson.
2017 Jupiter Holdja / Jupiter's Moon – Llargmetratge dirigit per Kornél Mundruczó.
2016 Most of the souls that live here – Llargmetratge dirigit per Ivan i Igor Buharov.
2015 Balaton Method – Documental musical dirigit per Bálint Szimler.
2014 Fehér Isten / White God – Llargmetratge dirigit per Kornél Mundruczó.
2014 Viharsarok / Land of storms – Llargmetratge dirigit per Ádám Császi.
2013 Overdose – Documental dirigit per Gábor Ferenczi.
2012 Nekem Budapest / Meanwhile in Budapest – Segment del Llargmetratge dirigit per Bálint Szimler i Gábor Reisz.
2012 JP.CO.DE – Llargmetratge experimental dirigit per Péter Fancsikai i Árpád Schilling.
2011 Külalak / On a lower level – Curtmetratge dirigit per Gábor Reisz.
2010 Itt vagyok / Here I am – Curtmetratge dirigit per Bálint Szimler.
2009 Ketten egy fészekben / It takes two to tango! – Documental de natura dirigit per Szabolcs Pálfi.
2008 Öltöző / Dressing room – Curtmetratge dirigit per Gábor Reisz.
2007 Pást – Curtmetratge dirigit per Zsófi Tari i Judit Kájel.